# Zinsgroschen

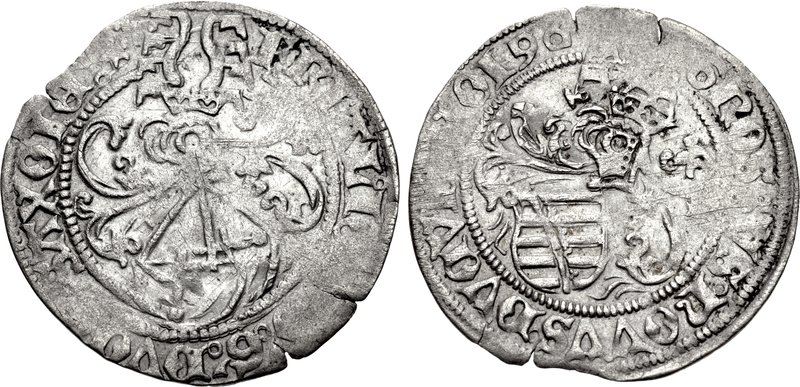
Kurfürst Friedrich III. mit Johann und Herzog Albrecht, Zinsgroschen (14)96, Mmz. sechsstrahliger Stern, Münzstätte Leipzig, beschnitten

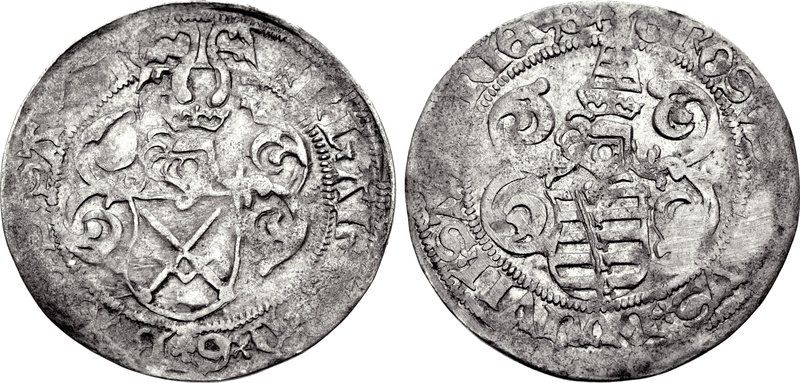
Kurfürst Friedrich III. mit Johann und Herzog Albrecht, Zinsgroschen 1498, Mmz. fünfstrahliger Stern, Münzstätte Schneeberg

Zinsgroschen, Mutgroschen (Muthgroschen), Mittelgroschen oder Schneeberger sind die Namen der ab 1496 geprägten sächsischen Groschenmünzen, mit denen gewisse Abgaben (Zinsen) entrichtet wurden. Dieser neue Groschentyp mit dem auf der Vorderseite gerade oder schräg stehenden behelmten Kurschild mit der thüringischen Zier und dem auf der Rückseite ebenso ausgeführten sächsischen Rautenschild mit der sächsischen Zier und der Umschrift GROSSVS NOVVS DVCUM SAXONIE (ausgeschrieben), übersetzt: Neuer Groschen der Herzöge von Sachsen, wurde 3½ Jahrzehnte geprägt und war Vorbild für die Groschen des 16. Jahrhunderts. Die Groschen wurden größtenteils in den Münzstätten Schneeberg und Leipzig geschlagen. Später prägten sie auch die Münzstätten Freiberg, Annaberg und Buchholz.

## Namen der Groschen
Ursprünglich lautete die amtliche Bezeichnung der Zinsgroschen Mutgroschen, abgeleitet von muten (nachsuchen, beantragen). Wer beim Bergamt Mutung einlegte, hatte einen Groschen Mutgebühren, den Mutgroschen, zu zahlen. Aus „Mutgroschen“ wurde im späteren Sprachgebrauch „Zinsgroschen“ und „Schneeberger“ oder mundartlich „Schnieber“. Das ist darauf zurückzuführen, dass die im Jahre 1496 besonders in der Schneeberger Münze in hoher Anzahl geschlagenen Zinsgroschen aus den großen Silberfunden des Schneebergs hergestellt wurden. Auch als später die anderen sächsischen Münzstätten dieses Nominal prägten, bestand der volkstümliche Namen fort.

### Altertum

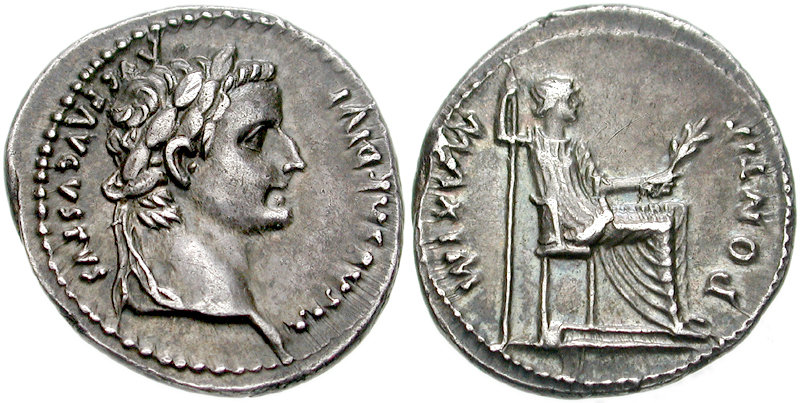
Tiberius. Denar 14 bis 37 n. Chr., wahrscheinlich ein sogenannter Bibelpfennig oder Zinsgroschen, eine Kopfsteuer, die Juden als Untertanen des Römischen Reiches zu entrichten hatten.

Der Ursprung des Namens Zinsgroschen ist möglicherweise auf Luthers Übersetzung des Neuen Testaments zurückzuführen (vgl. Mt 22,19 , Gleichnis vom Zinsgroschen). Eine Medaille der Medailleure DÖLL und LOOS um 1800 zeigt Christus im Gespräch mit den Pharisäern über den Zinsgroschen.
Die 30 Silberlinge (auch als Zinsgroschen bezeichnet), für die Judas Iskariot Christus verriet, könnten in Wirklichkeit römische Denare gewesen sein:
[…] Eine Fälschung (des Silberlings für deren 30 Judas Christus verriet) trägt in Buchstaben des 15. Jh. die Aufschrift imago Caesaris, also Zinsgroschen. Ein dem Lucas van Leyden zugeschriebenes Bild aber zeigt unter dem Passionsgerät als Silberling sog. Görlitzer Schekel. In Wirklichkeit könnten die 30 S. etwa röm. Denare oder Tetradrachmen von Tyros oder Antiochaia (Syr.) gewesen sein.
Die Görlitzer Schekel sind Nachahmungen jüdischer Schekel.

## Bartgroschen und Zinsgroschen

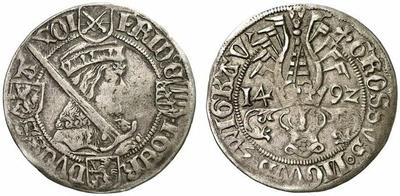
Kurfürst Friedrich III., Johann und Herzog Georg, Bartgroschen 1492, Mmz. Kleeblatt, Münzstätte Zwickau und Münzstätte Schneeberg (Krug 1878)

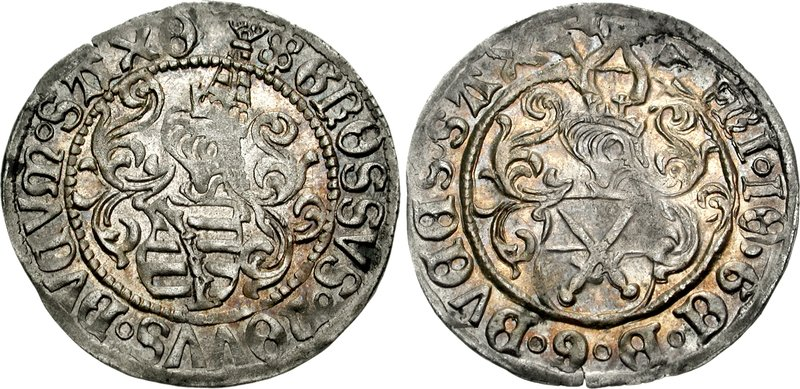
Kurfürst Friedrich III. mit Johann und Herzog Georg, Zinsgroschen o. J. (1507 bis 1511), Mmz. Lilie, Münzstätte Freiberg

Auch die von 1492 bis 1493 in den „Bergmünzstätten“ Schneeberg und Zwickau geschlagenen Bartgroschen zu 21 Groschen auf den rheinischen Gulden, gleich den ab 1496 geprägten neuen Schneeberger Groschen, sind Zinsgroschen. Sie wurden zu 90 Stück aus der 8-lötigen (= 0,500 f.) Erfurter Münzmark geschlagen. Die Bartgroschen mit dem bärtigen Brustbild des Kurfürsten Friedrich III. (1486–1542) sind die ersten sächsischen Münzen mit dem Bildnis des Regenten. Gleichzeitig erscheint zum ersten Mal der Titel Elector in abgekürzter Form. Die seit 1496 in Leipzig und danach besonders in Schneeberg in großen Mengen zu 21 Stück auf den Goldgulden geprägten Zinsgroschen sowie die ab 1498 in der Münzstätte Annaberg gemünzten Schreckenberger im Wert von drei Zinsgroschen dienten der Vorbereitung der ab 1500 eingeführten silbernen Guldenwährung. Der Handel musste vorher mit der entsprechenden Menge an Kleinmünzen versorgt werden. Über das erste Ausbringen der Zinsgroschen gibt es keine verlässlichen Angaben. Erst die Münzordnung vom 9. Juli 1498 nennt ihren Münzfuß mit 88 Stück aus der Erfurter Mark.
Nach der sächsischen Münzordnung von 1500 war das Raugewicht des Zinsgroschens mit 2,66 g und der Feingehalt mit 7 Lot, 13 Grän = 482,24 ‰ festgelegt. Im sächsischen Münzsystem der neuen Guldenwährung galt:
1 Zinsgroschen = 1⁄21 Gulden = ⅓ Schreckenberger = 2 Schwertgroschen = 12 Pfennige = 24 Heller.